# آيت راحو أوعلي (زايدة)
آيت راحو أوعلي هي إحدى مشيخات المملكة المغربية، تتبع جغرافيا لإقليم ميدلت وإداريًا لزايدة. يقدر عدد سكانها بـ 1247 نسمة حسب الإحصاء الرسمي للسكان والسكنى لسنة 2004.